# David Murray Anderson

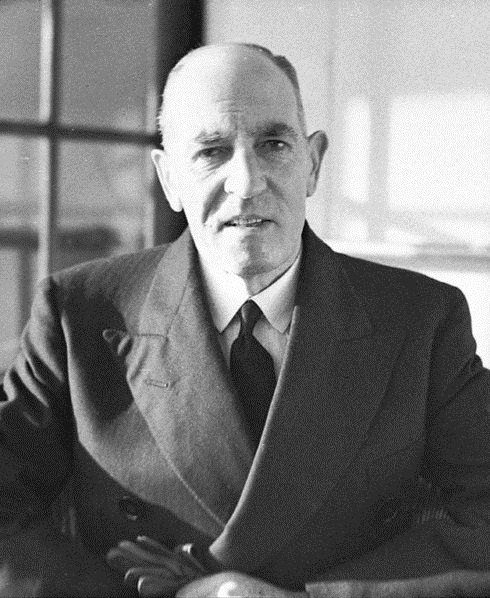
David Murray Anderson (1936)

Sir David Murray Anderson, KCB, KCMG, MVO (* 11. April 1874 in Newton-by-Chester, Cheshire, England; † 30. Oktober 1936 in Sydney, New South Wales) war ein britischer Seeoffizier und Kolonialadministrator, der unter anderem zuletzt Admiral der Royal Navy, von 1926 bis 1928 Oberkommandierender der Seestreitkräfte in Afrika, zwischen 1932 und 1935 Gouverneur des Dominions Neufundland sowie zuletzt 1936 Gouverneur von New South Wales war.

## Leben

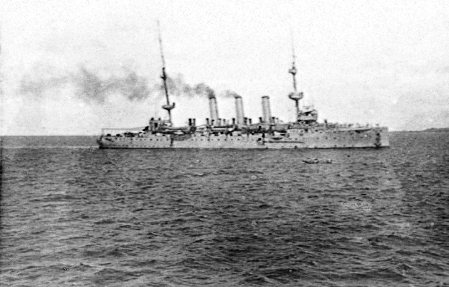
Als Kapitän zur See war Anderson von 1913 bis 1917 Kommandant des Geschützten Kreuzers HMS Hyacinth.

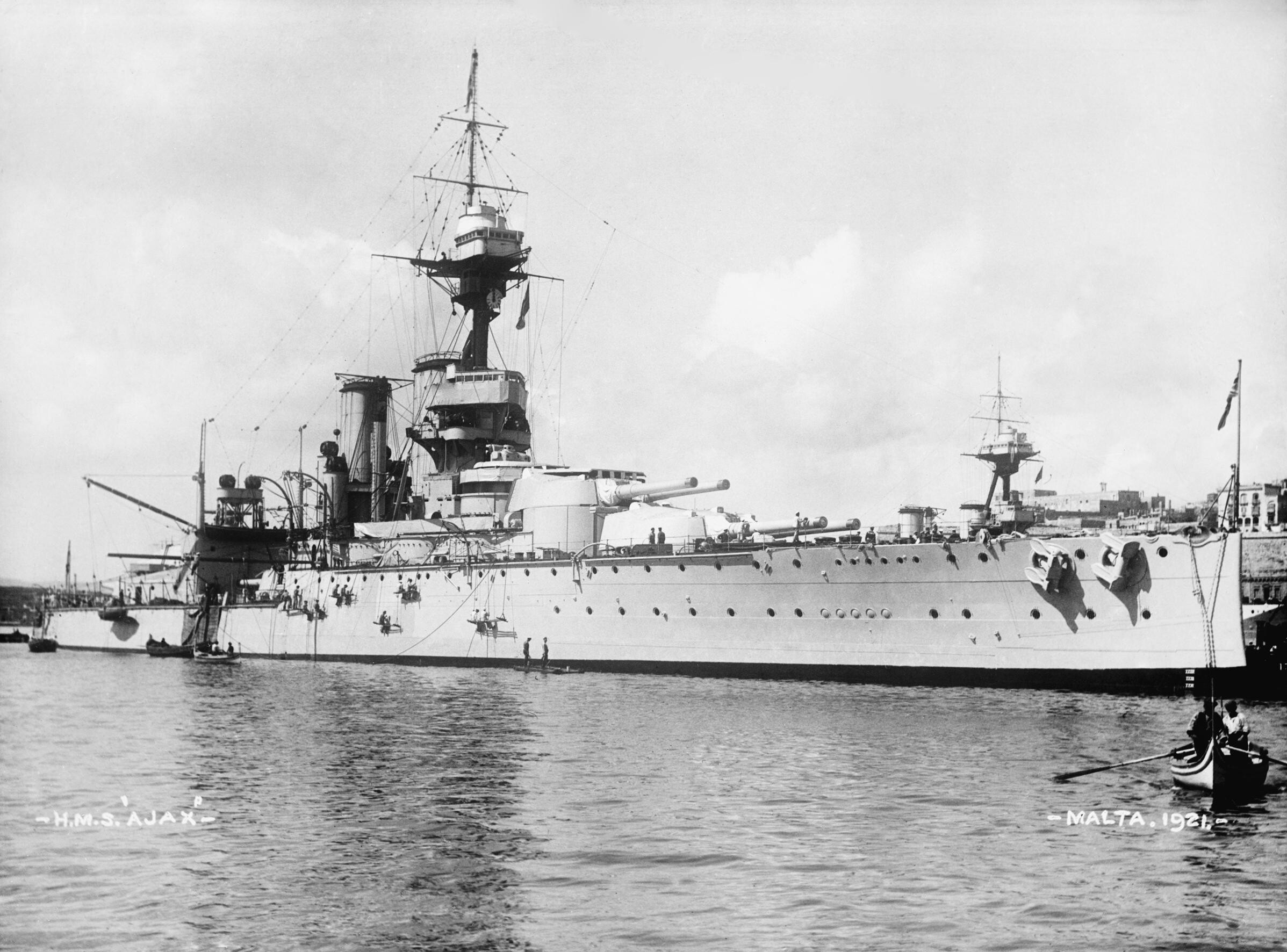
Kapitän zur See Anderson war zudem zwischen 1918 und 1919 Kommandant des Schlachtschiffs HMS Ajax.

David Murray Anderson war eines von fünf Kindern von General David Anderson (1821–1909), der unter anderem zwischen 1886 und 1888 Kommandant des Royal Military College Sandhurst war und 1894 Oberstkommandant des Cheshire Regiment wurde, und dessen Ehefrau Charlotte Anderson. Sein älterer Bruder war Generalleutnant Sir Hastings Anderson (1872–1930), der von 1919 bis 1922 Kommandant des Staff College Camberley und zwischen 1927 und 1930 Generalquartiermeister der Streitkräfte war und 1928 ebenfalls Oberstkommandant des Cheshire Regiment wurde. Er selbst begann 1887 eine Ausbildung zum Seeoffizier auf dem Kadettenschulschiff HMS Britannia und fand nach Abschluss der Ausbildung zahlreiche Verwendungen in der Royal Navy. Er nahm an den bis 1901 dauernden Aschanti-Kriegen teil und wurde für seine Verdienste 1910 zum Mitglied des Royal Victorian Order (MVO) ernannt. Als Kapitän zur See war er von Februar 1913 bis November 1917 Kommandant des Geschützten Kreuzers HMS Hyacinth, mit dem er während des Ersten Weltkrieges insbesondere an der Küste von Ostafrika zum Einsatz kam. Im letzten Kriegsjahr wurde er im März 1918 Kommandant des Schlachtschiffs HMS Ajax und verblieb auf diesem Posten bis September 1919.
In der Zwischenkriegszeit fungierte Anderson von Februar 1920 bis April 1922 als Hafenkapitän der Marinewerft Pembroke und wurde für seine Verdienste 1923 zum Companion des Order of the Bath (CB) ernannt. Im Anschluss war er von Oktober 1923 bis August 1925 als Konteradmiral (Rear-Admiral) Kommandeur der Marineverbände auf dem Jangtsekiang (Senior Naval Officer, Yangtse) und war als solcher nach der krankheitsbedingten Abberufung von Konteradmiral Sir Allan Everett im April 1925 bis zur Kommandoübernahme durch Vizeadmiral Sir Edwyn Alexander-Sinclair am 22. April 1925 kurzzeitig auch kommissarischer Oberkommandierender der Seestreitkräfte in China (Commander-in-Chief, China Station).
Im April 1927 übernahm D. Murrax Anderson als Vizeadmiral (Vice-Admiral) im Februar 1927 als Nachfolger des am 23. Januar 1927 verstorbenen Vizeadmirals Sir Maurice Swynfen Fitzmaurice den Posten als Oberkommandierender der Seestreitkräfte in Afrika (Commander-in-Chief, Africa Station) und behielt diesen bis Dezember 1928, woraufhin Vizeadmiral Sir Rudolf Burmester ihn ablöste. Daraufhin wurde er von 1929 bis 1931 als Vertreter der Admiralität in die Ständige Beratungskommission des Völkerbundes nach Genf berufen. Am 3. Juni 1930 wurde er in Anerkennung seiner Verdienste als Knight Commander des Order of the Bath (KCB) geadelt, so dass er fortan das Prädikat „Sir“ führte. Er wurde 1931 noch zum Admiral befördert und ging am 5. Juli 1932 auf eigenen Wunsch in den Ruhestand.
Als Nachfolger von Sir John Middleton wurde Sir Murray Anderson im September 1932 Gouverneur des Dominions Neufundland und bekleidete dieses Amt bis zu seiner Ablösung durch Sir Humphrey Walwyn im Oktober 1935. In Personalunion war er zwischen 1934 und 1935 als Chairman of the Commission of Government of Newfoundland auch Vorsteher der Regierungskommission von Neufundland. Am 5. Mai 1936 wurde er zudem zum Knight Commander des Order of St Michael and St George (KCMG) erhoben. Zuletzt wurde er am 6. August 1946 als Nachfolger von Alexander Hore-Ruthven, 1. Earl of Gowrie nach einer kommissarischen Amtsführung von Sir Philip Whistler Street (22. Januar bis 6. August 1936). Das Amt des Gouverneurs von New South Wales behielt er bis zu seinem Tode, woraufhin nach einer neuerlichen kommissarischen Amtsführung von Sir Philip Whistler Street (30. Oktober 1936 bis 8. April 1937) John Loder, 2. Baron Wakehurst neuer Gouverneur wurde.